# Aprilți
Aprilți (în bulgară Априлци) este un oraș în Obștina Aprilți, Regiunea Loveci, Bulgaria.

## Demografie
Componența etnică a orașului Aprilți
     Bulgari (95,16%)
     Nicio identificare (4,1%)
     Altele (0,72%)
La recensământul din 2011, populația orașului Aprilți era de 3.018 locuitori. Din punct de vedere etnic, majoritatea locuitorilor (95,16%) erau bulgari. Pentru 4,1% din locuitori nu este cunoscută apartenența etnică.